# Józef Świda
Józef Świda, ps. „Justyn”, „Lech”, „Kmicic”, „Dzik” (ur. 3 maja?/16 maja 1916 w powiecie słuckim, zm. 8 grudnia 2004 w Los Angeles) – rotmistrz Wojska Polskiego, uczestnik kampanii wrześniowej, hubalczyk, oficer Armii Krajowej i Polskich Sił Zbrojnych na Zachodzie, dowódca partyzancki w okręgach Nowogródek i Kraków AK, żołnierz 2 Korpusu Polskiego, odznaczony Krzyżem Walecznych.

## Życiorys
Wychowywał się w majątku rodzinnym Malecz na Polesiu. Ukończył szkołę średnią w Prużanie. Od 21 września 1936 do 15 lipca 1937 uczył się w Szkole Podchorążych Rezerwy Kawalerii w Grudziądzu. Wstąpił do szkoły rolniczej w Cieszynie, ale naukę przerwał wybuch wojny.
W czasie kampanii wrześniowej walczył jako wachmistrz podchorąży rezerwy w 25 Pułku Ułanów należącym do grupy gen. Władysława Andersa. W końcu września pod Krasnobrodem został ranny w czasie szarży mającej przerwać niemieckie oblężenie. Został odznaczony Krzyżem Walecznych. Po wyleczeniu ran postanowił przedostać się do Wojska Polskiego we Francji, zmienił decyzję, kiedy dowiedział się o istnieniu Oddziału Wydzielonego Wojska Polskiego „Hubala”. W styczniu 1940 wstąpił do oddziału – pozostał w nim aż do momentu jego rozwiązania.
Od jesieni 1941 wspólnie z Eugenią Ruban, łączniczką z oddziału Hubala, pracował w wywiadzie dalekiego zasięgu Związku Walki Zbrojnej w Mińsku (pod okupacją niemiecką). Używał wówczas pseudonimu „Justyn”. Kierował placówką „O II WW-72" („O II” oznaczało drugi odcinek, „WW-72" było kryptonimem wywiadu prowadzonego na zapleczu frontu wschodniego), która utrzymywała łączność radiową z Rygą, Sztokholmem i Warszawą i miała kontakt z wywiadem angielskim. Został aresztowany w kwietniu 1942 w ramach śledztwa dotyczącego „Wachlarza”. Ponieważ nie miał bezpośrednich kontaktów z siatką „Wachlarza”, po trzymiesięcznym śledztwie Gestapo przekazało go Saugumie. Przyznał się do współudziału w przestępstwie współwięźnia aptekarza – fałszowaniu dokumentów. Łapówki wpływowego fałszerza spowodowały uwolnienie ich obu.
Całkowicie zdekonspirowany powrócił do Warszawy. Dzięki rekomendacji ciotecznego brata, mjra Macieja Kalenkiewicza, otrzymał przydział do Okręgu Nowogródek AK. Przybył na Nowogródczyznę (według różnych świadectw) w czerwcu lub lipcu 1943. Objął komendę nad oddziałami 301 Jana Skorby (ps. „Puszczyk”) i 312 Czesława Zajączkowskiego (ps. „Ragner”) jako dowódca Zgrupowania Nadniemeńskiego, do którego dołączył wkrótce także ppor. Kazimierz Bobkowski (ps. „Michał”) z Ośrodka Baranowicze wraz z trzydziestoosobowym oddziałem.
W lipcu 1943 oddziały Zgrupowania wymknęły się obławie niemieckiej (której głównym celem były oddziały przebywające w Puszczy Nalibockiej), odchodząc na północ w pobliże Wilna, a potem do Puszczy Rudnickiej. Podczas postoju w majątku Posolcz na skraju puszczy oddział został zaatakowany przez partyzantów radzieckich. Zginął wówczas ppor. Tadeusz Brykczyński (ps. „Kubuś”), zastępca i przyjaciel „Lecha”.

### Konflikt z partyzantką radziecką i zawieszenie broni z Niemcami
Sprawa „Lecha”- wersja Komendy Okręgu
W grudniu 1943 Świda otrzymał awans na rotmistrza, a już w styczniu 1944 wybuchł konflikt między nim a komendą Okręgu. Głównym jego powodem było porozumienie, jakie dowódca Zgrupowania Nadniemeńskiego zawarł z Niemcami. Był to pakt o wzajemnej nieagresji w zamian za dostarczanie broni, której zgrupowanie używać miało przeciw partyzantce sowieckiej. Poczynania jego, w tym nie wzięcie udziału w akcji uwalniania więźniów z więzienia w Lidzie 18 stycznia 1944 roku oraz przetrzymywanie na terenie zgrupowania przedstawiciela władz okręgu, spowodowało oskarżenie go o bunt. Przekazano mu rozkaz zerwania kontaktów z Niemcami i nawiązania współpracy z partyzantką sowiecką. Świda zgodził się na wykonanie pierwszej części tego rozkazu, ale otwarcie – na piśmie – odmówił wykonania drugiej. Wówczas władze Okręgu postawiły go przed sądem.
Najgorsze bodaj świadectwo działalności „Lecha” dał Janusz Prawdzic-Szlaski, komendant Okręgu Nowogródek w książce Nowogródczyzna w walce 1940-1945 (Londyn 1976). Twierdził, że Świda dążył do przejęcia władzy w okręgu i próbował w tym celu uwięzić oficerów komendy. Zarzucał mu też, że po uwolnieniu więźniów z Lidy „Lech”, którego zadaniem było ubezpieczenie odbitych i rozprowadzenie ich na meliny, część z uwolnionych rozstrzelał, aby móc się wykazać lojalnością wobec Niemców. Stanisław Sędziak (Ze wspomnień żołnierzy AK Okręgu Nowogródek, prac. zbiorowa, Warszawa 1988, s.99) pisał o pięciu, tyle że wykonanych samowolnie, wyrokach śmierci. Ta liczba pojawia się też w książce Cezarego Chlebowskiego (Gdy las był domem, Łódź 1972) wraz z informacją, że byli to „znani kapusie więzienni”.
Sprawa „Lecha” – wersja Józefa Świdy
Józef Świda przedstawił swoją wersję wydarzeń dopiero w 1985 roku. Napisał wówczas do Jana Erdmana list, którego pozostałymi adresatami byli: Studium Polski Podziemnej, „Zeszyty Historyczne” w Paryżu, Z.S. Siemaszko – autor wspomnienia o „Prawdzicu”, pod wpływem lektury którego Świda podjął decyzję o spisaniu i ujawnieniu swojej historii.
Świda utrzymywał, że zadanie oczyszczenia terenu z oddziałów sowieckich otrzymał przed wyjazdem na Nowogródczyznę od Komendanta Obszaru II Białystok, płk. Edwarda Godlewskiego (ps. „Izabelka”), ponieważ oddziały te gnębiły ludność i utrudniały działalność Armii Krajowej. Walkę na dwa fronty prowadził więc od początku, to jest przez całą drugą połowę roku 1943. Propozycję zawieszenia broni otrzymał od Niemców po tym, jak Sowieci rozbroili polski oddział w Puszczy Nalibockiej (Zgrupowanie Stołpeckie AK) i po znalezieniu sowieckiego rozkazu o likwidowaniu polskich oddziałów partyzanckich, który nie pozostawiał wątpliwości co do tego, jaki będzie kierunek działań partyzantki radzieckiej w stosunku do AK. Przede wszystkim twierdził jednak, że rozmowy z Niemcami podjął za wiedzą i zgodą (acz niechętną) komendanta Okręgu, Janusza Szlaskiego. Fakt ten jednak pozostać miał w tajemnicy, także w przypadku ujawnienia porozumienia. Broń otrzymana od Niemców miała pozostawać do dyspozycji całego Okręgu.
Ze swej strony, Świda, występujący jako dowódca samodzielnego, nie podporządkowanego nikomu oddziału, zobowiązał się wobec Niemców, że będzie nadal prowadził działania przeciw bolszewikom, natomiast w okresie obowiązywania porozumienia nie będzie podejmował akcji przeciwko Niemcom. Broń została dostarczona w 5 partiach, w okresie styczeń – marzec 1944 roku.
„Lech” twierdził, że akcja podjęta przeciw niemu przez „Prawdzica” spowodowana była jego obawą przed konsekwencjami, jakie wyciągnąć mogła wobec dowództwa okręgu zdecydowanie przeciwna podobnym porozumieniom KG AK. Potwierdza, że otrzymał rozkaz przerwania współpracy z Niemcami i podjęcia współpracy z partyzantką sowiecką. Zrealizowanie drugiej części tego rozkazu doprowadziłaby jego zdaniem do powrotu na oczyszczony teren oddziałów sowieckich, gnębienia przez nie ludności i najprawdopodobniej podjęcia akcji likwidowania oddziałów polskich. Wobec powyższego przekonania odmówił na piśmie wykonania tej części rozkazu.

### Proces i wyrok
Dla rozpoznania sprawy „Lecha” został – w charakterze delegata KG – oddelegowany mjr Maciej Kalenkiewicz. Do składu sędziowskiego weszli: przewodniczący Bolesław Piasecki „Sablewski” oraz asesorowie Jan Piwnik „Ponury” i Boromir Tworzyański „Ostoja”. Oskarżycielem był Stanisław Sędziak „Warta” – szef sztabu Okręgu Nowogródek, obrońcy nie było. Rozprawa odbyła się między 10 a 12 marca 1944 roku (rozbieżne świadectwa), prawdopodobnie we wsi Szlachtowszczyzna w okolicy Wasiliszek. „Lech” stawił się na rozprawę i pozwolił rozbroić. Przyznał się do niesubordynacji i stwierdził, że zdaje sobie sprawę z tego, że wyrokiem za nią jest kara śmierci. Taki wyrok zapadł, ale Kalenkiewicz, jako pełnomocnik KG, zatwierdził go wprowadzając klauzulę o zawieszeniu wykonania do końca wojny i prawie do rehabilitacji na polu walki na innym terenie. Klauzula ta spowodowała późniejsze oskarżenia o nepotyzm (Szlaski, Tworzyański), czemu zaprzeczał delegujący Kalenkiewicza na Nowogródczyznę gen. Tadeusz Pełczyński.

### Dalsze losy
Świda po procesie zmienił pseudonim na „Kmicic” i przeniósł się do Warszawy. Tam otrzymał zadanie zbadania stopnia przygotowania do powstania dzielnic Mokotów i Wola. Wydał opinię negatywną, zwracając uwagę przede wszystkim na znikomy stopień uzbrojenia. Trzy dni przed wybuchem powstania został oddelegowany do Krakowa (gdzie w marcu Niemcy aresztowali sztab okręgu), żeby objąć stanowisko szefa II oddziału sztabu. Na terenie Inspektoratu Bochnia pod pseudonimem „Dzik” dowodził oddziałem partyzanckim, który, między innymi, brał udział w bitwie w masywie górskim Kotonia 29 listopada 1944 roku (bitwa pod Zawadką). Działał także na Słowacji. Już po wkroczeniu Armii Czerwonej uwolnił z rąk bezpieki cichociemnego „Tadeusza” (NN), udając funkcjonariusza UB. Przedostał się na zachód i zgłosił do II Korpusu. Otrzymał przydział do 25 Pułku Ułanów, tego samego, w którym walczył w czasie kampanii wrześniowej. 
Po wojnie zamieszkał najpierw w Argentynie, potem w Stanach Zjednoczonych, założył rodzinę. Zmarł 8 grudnia 2004 r. w Los Angeles.